# Ботаник-убийца
Ботаник-убийца (англ. Killer Nerd) — комедийный фильм ужасов 1991 года. Режиссёрами выступили Марк Стивен Боско и Уэйн Алан Гарольд, а в его первом фильме снялся Тоби Рэдлофф.
Главный герой фильма — козёл отпущения получающий издевательства со стороны окружающих. Он одиночка-ботаник, безответно влюблённый в рабочую женщину-коллегу по имени Салли, в течение нескольких дней его отвергают и над ним издевается сначала ухажёр Салли по имени Джефф, а потом и двое знакомых наркоторговцев. Его обманывают две новые знакомые женщины, и он снова повстречается со своей жестокой матерью. В конце концов ботаник после пережитого психически срывается, не выдерживая свои отпущения и отправляется вершить месть, нацеливаясь на своих обидчиков.

## Сюжет
Фильм начинается со сновидения Гарольда Канкла (Тоби Рэдлофф), в котором Девушка Мечты (Мимсель Дендак) танцует рядом. Гарольд просыпается, и оказывается, что он одинокий, неловкий в общении ботаник. Гарольд идя на работу и по дороге подвергается преследованиям со стороны Ти Джея (Нико ДеПофи) и Лили (Тони Занони), двух панков-наркоторговцев.
Гарольд влюблён в Салли (Хайди Лор), свою женщину-коллегу, и когда он приглашает её на свидание, то она придумывает предлог, чтобы не пойти с ним. Гарольда также в течение фильма преследует и немного издевается коллега-мужчина, Джефф (Ричард Зейнор), который, как показано, является любовным интересом Салли и ухажёром. Гарольд навещает свою властную мать Хелен, на которую он таил обиды за жизнь.
Гарольд видит по телевизору рекламу коллекции кассет о том, как быть крутым, и заказывает её. Когда кассета приходит, он следуя инструкциям идёт в салон на преображение. Он делает себе новую прическу, а затем покупает всякие цветы, чтобы завоевать Салли, но когда он приходит к ней домой, то он застукивает её в постели с Джеффом. Он отрекается от Салли и идёт в ночной клуб, где встречает панков Дженни (Лори Скарлетт) и Лилак (Элизабет Куинн), которые танцуют с ним. Они ведут себя по-доброму по отношению к нему и берут его с собой, чтобы купить марихуану у своих друзей. Они идут на заброшенную фабрику, и выясняется, что друзьями являются Ти Джей и Лили, те панки, которые раньше издевались над Гарольдом. Эти двое говорят ему, что берут его с собой, чтобы пойти за пивом, но затем избивают его и унижают («сися бой!»).
Грустный и злой, Гарольд идёт домой и срывается. Затем он придумывает план и отправляется отомстить своим обидчикам. Сначала он возвращается в дом Салли, где буквально притворяется котом (издавая мяуканье), чтобы выманить Джеффа наружу. Когда Джефф выходит наружу, то Гарольд настигает и отрезает ему голову. Он заходит к Салли и бросает отрубленную голову Джеффа на её кровать, прежде чем выплеснуть кислоту ей в лицо. Затем он идёт в дом своей матери. Там он связывает её, и выясняется, что она позволила отчиму Гарольда избить его. Он заставляет её выпить отбеливатель и отрубает ей голову тесаком.
Наконец, Гарольд возвращается на фабрику, чтобы убить панков, и начинает убивать одного за другим. Он закалывает Лайлак, затем вырубает Дженни и разрезает ей живот. Он вырубает Ти Джея и Лили. Ти Джея и Лили просыпаются связанными в заброшенном лазарете с динамитом, привязанным к их головам. Гарольд выходит и заставляет Ти Джея сказать, что он «сися бой», как он и Лили делали с ним раньше. Затем он взрывает головы Ти Джея и Лили. Отомстив, Гарольд уходит. Фильм заканчивается кадром девушки из сна с самого начала, лежащей мертвой на полу.

## Производство
Фильм был произведен за 12,000 долларов и часто сдавался в прокат в крупных магазинах проката фильмов. Права на фильм выкупила компания «Troma Entertainment». Он был снят в Равенне, штат Огайо, на видеокамеру профессионального уровня.

## Сиквел
В 1992 году вышел сиквел под названием «Невеста киллера-ботаника».

## Домашние носители
Фильм был выпущен на VHS в начале 90-х и пользовался большой популярностью в магазинах видеопроката.
Фильм был выпущен на DVD в 2004 году в двойном варианте с продолжением на одном диске. Среди специальных материалов — два комментария, интервью, четыре трейлера, промо-ролики и музыкальный клип.
Недавно вышел Blu-Ray.